# Achilléide d'Eschyle

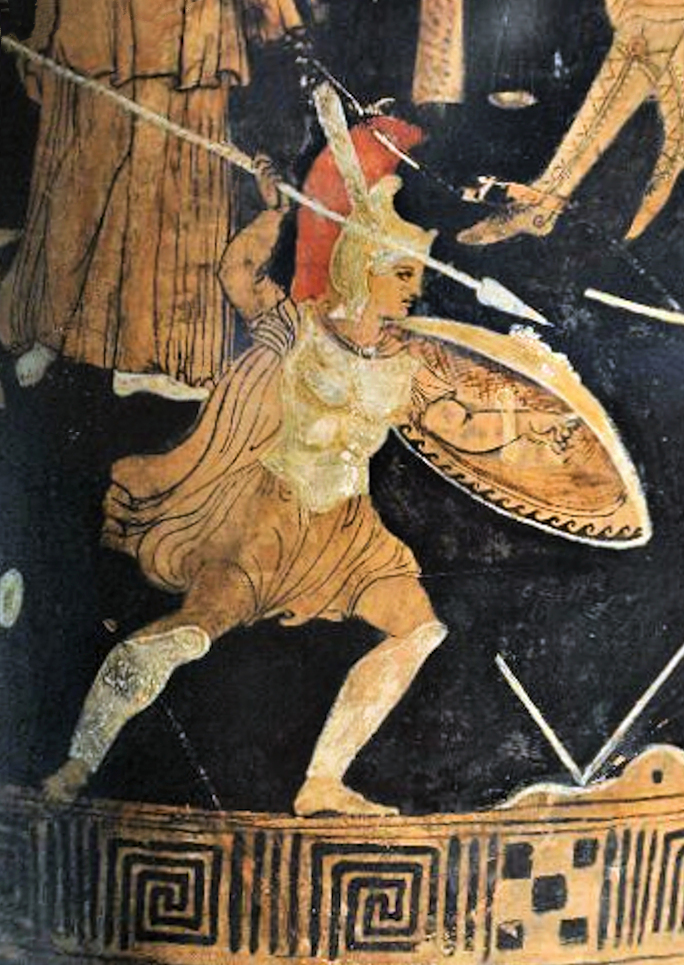
Achille durant la guerre de Troie (peinture sur vase, 300 av. J.-C.)

L'Achilléide d'Eschyle est une trilogie ou une tétralogie de tragédies grecques, de date inconnue, rédigée par Eschyle et portant sur le récit mythologique du héros Achille durant la guerre de Troie. Seuls quelques fragments des pièces ont été conservés et trois pièces distinctes identifiées : Les Myrmidons,  Les Néréides et Les Phrygiens (ou La Rançon d’Hector).

## Description
L’œuvre vraisemblablement organisée en trois ou quatre parties a été perdue en quasi-totalité. Peu de fragments de la pièce ont survécu et son existence est principalement connue par la satire qu'en fait Aristophane au Ve siècle av. J.-C. dans Les Grenouilles. Dans la comédie, Eschyle et Euripide s'affrontent devant Dionysos, chaque dramaturge cherchant à convaincre le dieu que son œuvre est la meilleure. Euripide y est alors présenté critiquant les mises en scènes d'Eschyle:

« πρώτιστα μὲν γὰρ ἕνα τιν' ἂν καθῖσεν ἐγκαλύψας,

Ἀχιλλέα τιν' ἢ Νιόβην, τὸ πρόσωπον οὐχὶ δεικνύς,

πρόσχημα τῆς τραγῳδίας, γρύζοντας οὐδὲ τουτί.

il faisait asseoir un personnage voilé, 

Achille ou Niobé, dont il ne montrait pas le visage, 

vrais figurants de tragédie, ne soufflant pas un mot. »

Les trois pièces connues semblent se suivre directement avec une narration simple et un nombre d'acteurs très réduit. L'historien américain Timothy Gantz suggère que si Andromaque est absente de la pièce (ce qui est probable, son nom n'étant que mentionné), la trilogie peut être jouée avec seulement deux acteurs, des personnages muets et le chœur.

## Les Myrmidons

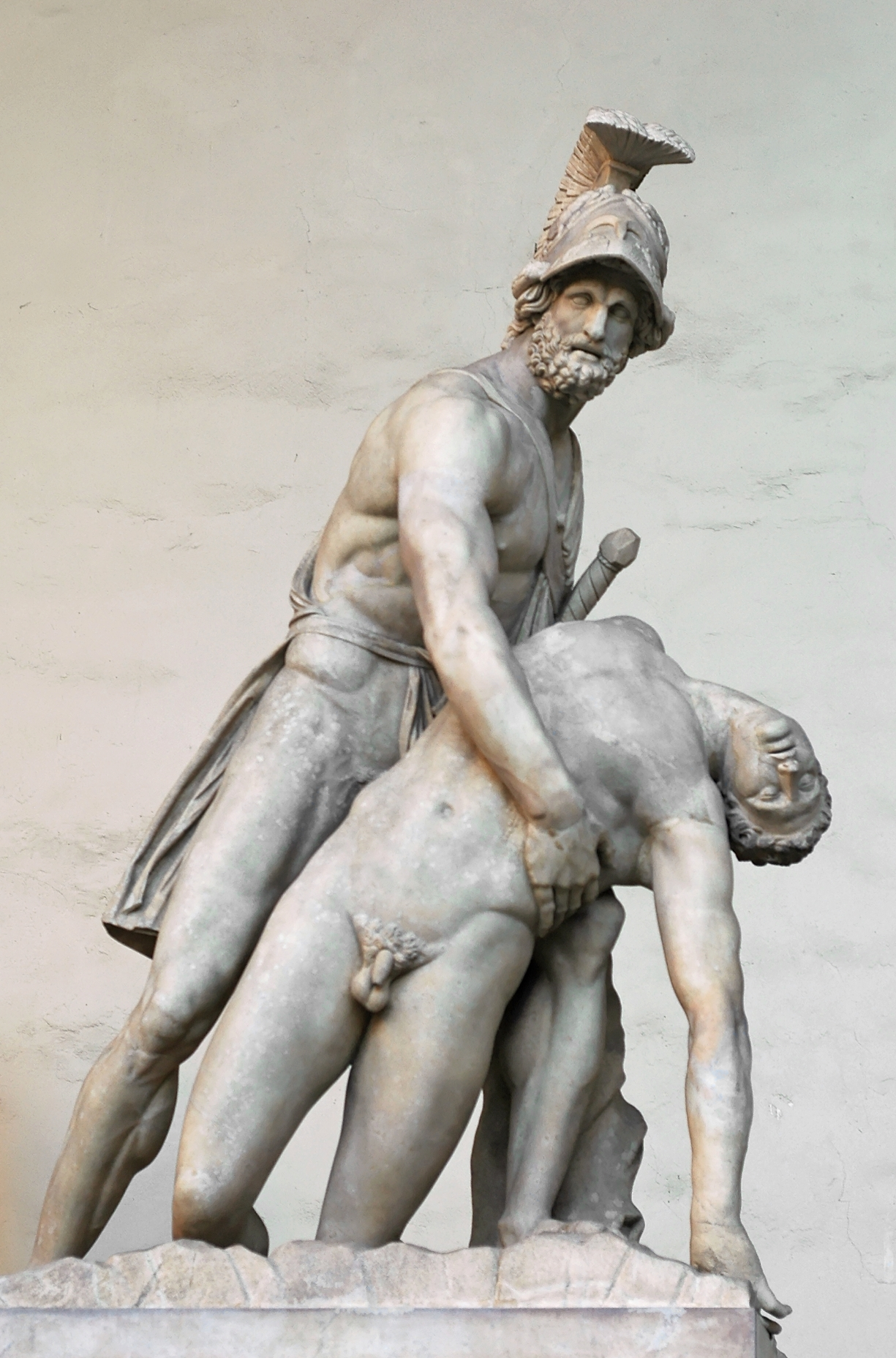
Ménélas portant le corps de Patrocle, copie romaine d'après un original hellénistique, Loggia dei Lanzi à Florence.

### Sujet
Les Myrmidons est la première pièce de la trilogie/tétralogie. Elle est basée sur les livres 9 et 16 de l'Iliade. Dans le récit de l’Iliade, Achille humilié par Agamemnon décide de se retirer avec ses soldats (les Myrmidons) de la guerre de Troie. Quand Achille autorise ses hommes à retourner se battre, son ami et amant Patrocle part finalement en portant l'armure d'Achille et se faisant passer pour lui, il est tué. La perte de Patrocle convainc Achille de reprendre les armes.

### Description de la pièce
Au début de la pièce, un chœur de Myrmidons entre et demande à un Achille silencieux de reprendre les armes. Achille demeure silencieux et deux hérauts, possiblement Talthybios et Eurybates entrent avec la même requête. Phénix entre alors et annonce ou non que les Grecs (les Achaeans (en) dans le texte) menacent de le lapider s'il ne reprend pas le combat. Achille sort de son silence et accepte de laisser les Myrmidons se battre mais il semble que sa décision soit précédée par l'annonce de l'incendie des navires grecs par un messager (peut-être Patrocle). Patrocle prend ou enfile l'armure d'Achille et sort de scène. La nouvelle de sa mort est apportée par Antiloque possiblement précédé d'un messager. La pièce se termine par des lamentations sur la mort de Patrocle; l'aspect sexuel de la perte est particulièrement mis en avant.

### Première utilisation du termeHippalectryon
On trouve dans la pièce la première occurrence connue du terme Hippalectryon (désignant une créature hybride cheval-coq):
« L'hippalectryon jaune-brun attaché [sur le navire], fruit d'un laborieux travail de peinture, se répand goutte à goutte ». (fragment 61).
Eschyle décrit un navire grec incendié par les Troyens et sur lequel un hippalectryon était peint et fond sous l'effet de la chaleur. Le terme est popularisé par Aristophane qui fait de ce terme marginal très peu utilisé l'une de ses injures préférées. Dans Les Grenouilles d'Aristophane, Euripide se moque d'Eschyle à ce sujet : « Était-il donc nécessaire de mettre un coq dans des tragédies ? »,.

## Les Néréides

### Sujet
Très peu de fragments de la pièce ont été préservés. La pièce est basée sur les livres 18,19 et 22 de l'Iliade. Dans le récit de l'Iliade, Hector ayant tué l'amant d'Achille Patrocle et Achille ayant tué le frère d'Hector Polydore, les deux hommes s'affrontent dans un duel dont Achille sort vainqueur.

### Description de la pièce
Au début de la pièce, les Néréides (filles de Nérée, divinité marine) entrent, probablement suivies de Téthys. Achille part se battre pendant que les Néréides pleurent la mort de Patrocle. Un messager vient annoncer la victoire d'Achille et est suivi de ce dernier portant le corps d'Hector,.

## Les Phrygiens(ouLa Rançon d’Hector)

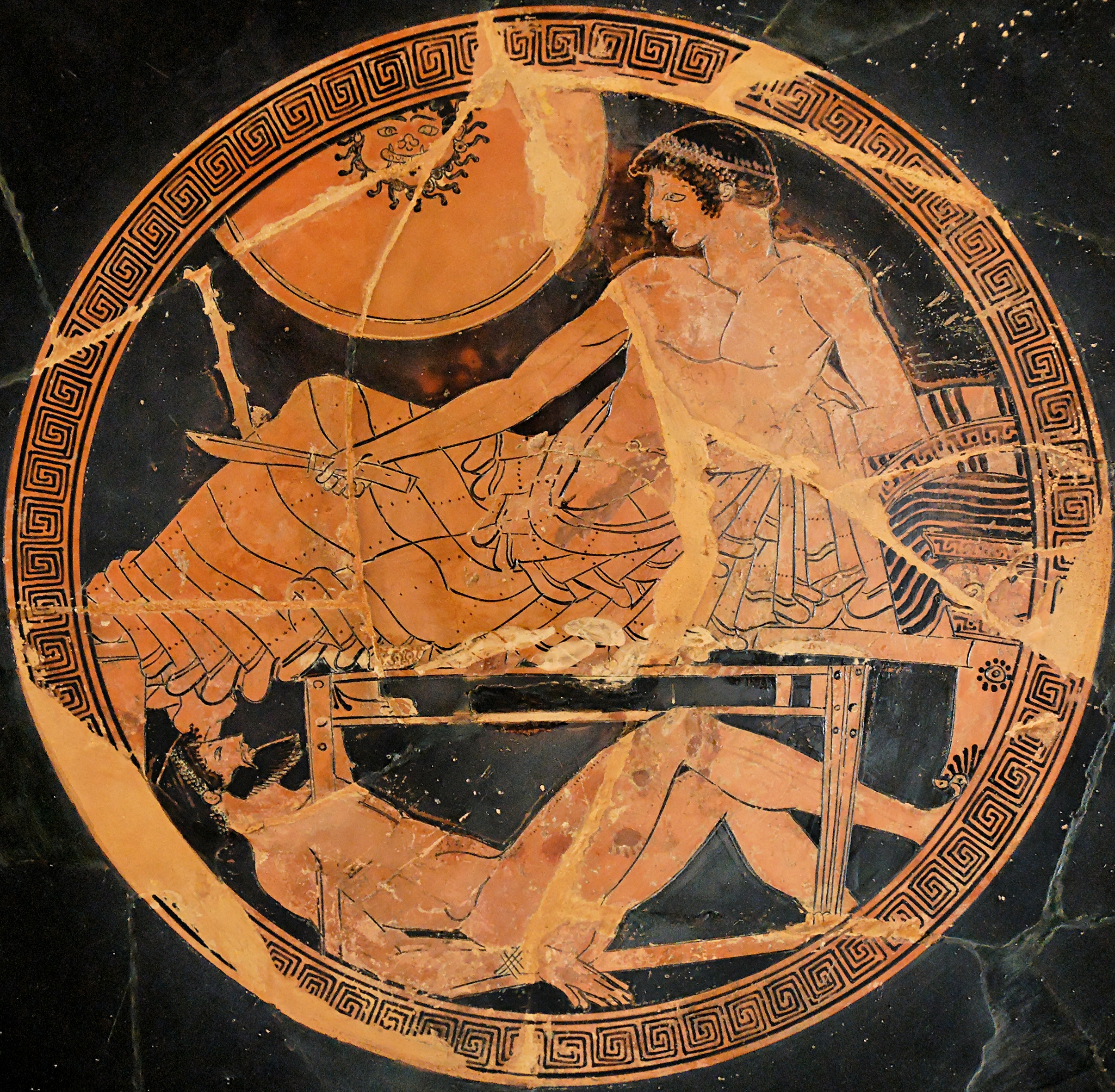
Achille gardant le corps d'Hector, coupe athénienne à figures rouges, v. 490-480 av. J.-C., musée du Louvre

### Sujet
Cette pièce est la dernière de l'Achilléide d'Eschyle et correspond au livre 24 de l'Iliade. 

### Description de la pièce
La pièce semble à nouveau débuter avec Achille silencieux, comme Les Myrmidons. Achille y est représenté sur un tabouret, veillant le corps de Patrocle,. Hermès vient le voir pour lui dire de rendre le corps d'Hector à son père Priam. Après une discussion, le dieu se retire. Entre alors un chœur de Troyens suivi de Priam, roi de Troie et père d'Hector. Aristophane décrit les danses dynamiques du chœur de Phrygiens (Troyens) qui entrent avec Priam dans la tente d'Achille. Priam apporte la rançon à payer en échange du corps de son fils et une balance gigantesque est amenée sur scène. La rançon à payer semble être le poids du corps d'Hector en or. Les échanges entre Achille et Priam ne sont pas connus, le nom d'Andromaque est mentionné, mais sa présence en tant que personnage n'est pas avérée.

### Rôle de la pièce dans les arts
La description faite par la pièce du paiement de la rançon d'Hector a servi d'inspiration pour des illustrations (peintures, gravures et mosaïques). Les scènes représentant Achille assis ou sur un tabouret plutôt que sur un lit de banquet seraient inspirées de détails de la pièce. Un exemple est visible dans l'article 15314 du Lexicon Iconographicum Mythologiae Classicae où la position d'Achille et l'immense balance sont probablement inspirées de la pièce,.